# Zamušani
Zamušani este o localitate din comuna Gorišnica, Slovenia, cu o populație de 472 de locuitori.